# Крадущийся в тени
«Краду́щийся в тени́» — фэнтези, первая книга трилогии Хроники Сиалы Алексея Пехова.

## Сюжет
Действие разворачивается в ночном городе Авендуме — столице Валиостра, где мастер-вор Гаррет-тень прокрадывается в дом герцога Патийского и крадет у него золотую статуэтку собаки, на которую у него Заказ. И совершенно случайно становится свидетелем убийства герцога.
На следующий день он возвращается в трактир «Нож и Топор» — место, которое имеет не самую лучшую репутацию, среди обычных работяг. Гаррет, стараясь проскользнуть как можно незаметнее, проходит к стойке, ловко передаёт статуэтку владельцу трактира старине Гозмо за вознаграждение и, с мыслями залечь на дно, там же ужинает. За трапезой к вору подсаживается Бледный (человек с белой кожей, у которого заказ на убийство главного персонажа), который последний раз предлагает вступить в гильдию воров, но, получив очередной отказ, собирается убить мастера-вора, о котором в Авендуме ходят легенды.
И в этот момент происходит то, что не ожидал никто в заведении, владелец которого регулярно платит немалые деньги страже за то, что бы она не замечала этого укромного места и публику, которая там водится. В трактир врывается стража Внутреннего города с их начальником Фраго Лантэном и увозят Гаррета, который до этого ни разу не попадался страже.
Вора, со всеми мерами безопасности, отвозят в Верхний город во дворец короля, где собрались самые влиятельные личности Валиостра во главе с магистром Ордена магов Арцивусом и Королём Сталконом Девятым.
Во дворце он узнаёт, что Неназываемый, древний маг, которым пугают детей, когда те не хотят спать, собирает армию в Безлюдных Землях и готовится начать войну с Валиостром. И сдержать его мог только древний легендарный артефакт Рог Радуги, который начал терять силу. Триста лет назад Магический Орден спрятал его в Костяные Дворцы (Храд Спайн) — древний могильник, про зло и ужас которого ходили легенды (там пробудилась сила первой расы - огров). Также он узнал, что Заказ на золотую статуэтку собаки был проверкой короля для этого дела.
Гаррету предоставляют выбор: либо отправиться в Серые Камни, самую надёжную и страшную тюрьму-крепость Валиостра, либо выполнить Заказ короля и «прогуляться» в Храд Спайн.
Естественно, Гаррет выбирает второе. То ли из-за любопытства, то ли из-за чувства самосохранения.
Король даёт семь дней для подготовки в путешествие на другой конец королевства. Гаррет берёт у короля кольцо для входа в "Королевскую библиотеку", чтобы найти план заброшенной и жуткой части города, которая была ограждена стеной.
Первое место, куда отправляется Гаррет — это Королевская библиотека, где он крадет волшебный свиток с неизвестным для него заклинанием. Вычитав многое про историю Храд Спайна, он опять сталкивается с Бледным, который чуть не убил главного героя.
Поздней ночью, выходя из библиотеки, за мастером-вором начинает погоню толпа доралиссцев (конеподобные существа, которых прочие расы называют "козлами"), которые требуют от него коня. После длительной погони Гаррет понимает, что скрыться от козлов не удастся, и в отчаянии читает заклинание на свитке, который «позаимствовал» в Королевской библиотеке.
Ничего не происходит.
Он отбрасывает бесполезный свиток и бежит сколько сил хватает. Оказавшись в портовом районе, он прячется в тени и этим избегает встречи с доралиссцами и стражей. Но как только Гаррет делает шаг из тени, из стены появляется демон Вухджааз (как он назвался) и говорит, что кто-то произнес заклинание «Изгнания» и прогнал всех демонов столицы во тьму. Кроме самых голодных.
После он приказывает Гаррету найти Коня, и Гаррет понимает, что ему придется это сделать. Хоть он и не понимает, про какого коня весь день идет речь.
На следующий день мастер-вор опять встречается с Бледным, но того опять постигает неудача — и кроме болта в плече он теперь имеет травмы посерьёзнее. Также он встречается с магистром Ордена, от которого узнаёт про Коня Теней а также про то, что карты Храд Спайна можно найти в старой Башне Ордена на Закрытой территории.
На ночлег он останавливается у бывшего мастера-вора Фора, который не раз помогал ему советом, и Гаррет решает отправиться на Запретную территорию этой ночью, узнав, что те, кто идут туда днем, уже не возвращаются.
В этот день он встречает ещё одного демона Щдуырука, который требует, чтобы Коня Гаррет отдал ему. Последней подготовкой перед походом на Закрытую территорию становится покупка нового арбалета и кучи заклинаний, пробирок, болтов и т. п. Наступает вечер.
Перед Запретной территорией вор становится свидетелем драки стражи, которая поджидала его, и доралиссцев,  также ищущих некоего Гаррета. И те, и другие в конце разошлись, и, схватив одного отставшего доралиссца, мастер-вор сказал, что отдаст Коня им через ночь в трактире «Нож и Топор».
Оказавшись на Запретной территории, Гаррет понял, что его магическое зрение здесь не работает, и ему придется худо. Это место казалось ему нереальным, и в какой-то миг ему захотелось на всё плюнуть и уехать, но он с трудом себя сдержал.
Встретив по пути к Башне парочку зомби, несколько тварей пострашнее и двух воров, Гаррет всё таки добрался до старой Башни ордена, где нашел карты Храд Спайна и ещё несколько ценных бумаг. С помощью Щдуырука за пару минут до рассвета мастер-вор вернулся к окраине Закрытой территории, также сказав, что бы демон через ночь пришел в «Нож и Топор» за Конём.
В следующую ночь Гаррет решил наведаться к владельцу «Ножа и Топора» Гозмо за «разъяснением» некоторых подробностей и выясняет, что ко всему происходящему имеет прямое отношение Глава гильдии воров Маркун, и что Коня украл тоже он. Тогда Гаррет предлагает сделать обмен — он забудет причастность владельца трактира ко всем этим неприятностям, а Гозмо скажет Маркуну, что есть покупатель на Коня Теней, и он будет этой ночью в без десяти полночь в «Ноже и Топоре».
Также мастер-вор созвал прибыть туда чуть позже Орден и стражу. Пронаблюдав эту кровавую бойню, где победителями оказались Орден и стража, магистр говорит Гаррету, что выезд следующим утром.
Вернувшись к Фору, вор обнаруживает там последствия бойни, и узнаёт, что грабители искали бумаги про Храд Спайн, которые Гаррет забрал с собой.
Наутро от отправился в Королевский дворец, где познакомился с отрядом, с которым ему предстояло следовать до Храд Спайна. После этого, когда все было готово, он узнаёт про древнее гоблинское предсказание, в котором «человек, занимающийся неправедным ремеслом, спасет Сиалу».
Ночью на Дворец напали приспешники Неназываемого, но нападение успешно отбили.
Ранним утром отряд выехал из Авендума, повстречав на своём пути много препятствий и приключений, и к концу первой части добирается до Ранненга.

## Действующие лица
- Гаррет-Тень — главный герой, от лица которого ведётся повествование. Мастер-вор, известен среди всех «не дружащих с законом». Прославился тем, что ни разу не попадался страже.
- Гозмо — владелец трактира «Нож и Топор», часто является наводчиком Заказов для воров.
- Фраго Лантэн — барон, начальник городской стражи.
- Маркун — глава гильдии воров, убит Вухджаазом в таверне «Нож и Топор».
- Бледный (Ролио) — убийца, которому вручили Заказ убить Гаррета, умер в Храд Спайне.
- Арцивус — магистр Ордена магов. Первый помощник короля. На самом деле — Игрок Хозяина, впоследствии предал Хозяина Сиалы и перешел на сторону другого Хозяина.
- Вальдер — мёртвый архимаг, поселившийся в голове Гаррета. Умер когда Орден пытался уничтожить Кронк-а-Мор, впоследствии не раз спасал Гаррета.
- Алистан Маркауз — граф, начальник личной гвардии Сталкона Девятого. Опора трона и лучший мечник королевства. Носит прозвище «Милорд Крыса», погиб в бою с орками в Заграбе, чем спас оставшийся отряд.
- Сталкон Девятый — король Валиостра, убит Неназываемым.
- Кли-Кли — гоблин, шут короля, присоединился к отряду, едущему в Храд Спайн. Любит морковь. Часто устраивает каверзы своим спутникам. Мастерски владеет метательными ножами. Также немного владеет гоблинским шаманством, так как считает себя потомком Великого Шамана Тре-Тре.
- Сталкон Лишённый Короны — старший сын короля. Узнал тайну Арцивуса и был лишён разума колдуном. В последней книге с гибелью Арцивуса снова обрёл разум.
- Сталкон Весенний Жасмин — второй сын короля после Сталкона Лишённого Короны.
- Миралисса — Эльфийская принцесса из Дома Чёрной Луны, хорошо разбирается в шаманстве. Погибла в Красном урочище.
- Эграсса — Эльф, кузен Миралиссы. Увлекается музыкой. Впоследствии принял Лиственную Корону.
- Элл — Эльф, к’лиссанг Миралиссы. Очень несдержан и суров на расправу. Погиб во время боя в Перекрёстке.
- Кот — член отряда, так же член Диких Сердец. Был следопытом. Самым первым погиб в Харьгановой пустоши.
- Горлопан — член отряда, так же член Диких Сердец. Предатель, был приспешником Неназываемого. Погиб в деревне возле Ранненга от гхолов, которых на него натравил Угорь.
- Угорь — член отряда, так же член Диких Сердец. Кронгерцог, который сбежал с Гаррака, чтобы смыть позор.
- Сурок — член отряда, так же член Диких Сердец. Был хозяином обученного линга. Погиб в бою с орками в Перекрестке.
- Медок — член отряда, так же член Диких Сердец. Получил ранение в Перекрестке, остался в Кукушке.
- Дядька — член отряда, так же член Диких Сердец. Десятник Диких Сердец, кто отправился в поход. Погиб на Иселине.
- Арнх — член отряда, так же член Диких Сердец. Родился в Пограничном Королевстве, погиб на Иселине.
- Мумр (Фонарщик) — член отряда, так же член Диких Сердец. Мастер длинного меча, любит поиграть на флейте, которая издает ужасные звуки.
- Делер — член отряда, так же член Диких Сердец. Карлик, погиб на обратном пути в Заграбе, чем спас Халласа.
- Халлас (Счастливчик) — член отряда, так же член Диких Сердец. Гном, потерял глаз на обратном пути.
- Неназываемый — великий маг и шаман, в древности был казнён за предательство, но его дух выжил и вселился в другое тело, и с тех пор укрылся в Безлюдных землях и вынашивал план мести. Владеет Кронк-а-Мором, который может сдержать только Рог Радуги.
- Фор-Липкие руки — бывший мастер-вор, ныне священник на службе Сагота. Обучил Гаррета высшему искусству воровства.
- Сагот — бог воров. Велел Фору взять Гаррета в ученики, а потом рассказал Гаррету про Селену.
- Вухджааз — демон, оставшийся после изгнания. Хотел заполучить Коня Теней. Считает себя самым умным, хотя туп, как пробка. Убит Арцивусом — Игроком.
- Щдуырук — ещё один оставшийся демон. Брат Вухджааза, мечтал заполучить Коня Теней, помог Гаррету преодолеть Запретную территорию. Был пленён Орденом.
- Посланник — верный слуга Хозяина. Впоследствии Гаррет узнаёт, что он — Джок Имарго, мастер-лучник, несправедливо обвиненный в убийстве эльфийского принца.
- Лафреса — сильный маг, служанка Хозяина, убила Джока Имарго, сделав его Посланником, охотилась за Рогом Радуги. Погибла, встав на Селену.

### Расы
Старые расы:
- Падшие или птице-медведи — существа с телом медведя и головой совы — самая первая древняя раса Сиалы. Живут в подземельях Храд Спайна. За свою гордыню были наказаны создателем мира Сиалы, отправившим их в Храд Спайн.
- Огры — вторая древняя и единственная оставшаяся из старых рас Сиалы, владеют сильнейшей магией Кронк-а-Мор, родственники орков и эльфов (Безлюдные земли). Лишились разума, когда создавали Рог Радуги, по сути превратившись в тупых животных.

Новые расы:
- Великаны — свирепые существа в три человеческих роста с синей кожей (Безлюдные земли).
- Карлики — умелые мастера, враждуют с родственными гномами (горная цепь в Северных землях — Горы карликов).
- Гномы — менее рослая и не такая умелая, по сравнению с карликами, раса (Стальные шахты Исилии).
- Гоблины — малорослая, не выше гномов, зеленокожая раса, отличаются сильным шаманством, практически без атакующих заклинаний (Леса Заграбы)
- Доралиссцы — козлолюди, славятся коневодством и тупостью (степи Унгавы).
- Люди — человеческая раса, противопоставляется «нелюдям» (почти во всех странах Сиалы)
- Орки — первая «новая» раса, враждуют с родственными эльфами, владеют шаманством (Безлюдные земли, Леса Заграбы).
- Эльфы — вторая «новая» раса, внешне похожи на орков, разделилась на тёмных и светлых эльфов (Леса Заграбы)
- Тёмные эльфы — остались приверженцами исконной магии — шаманства (Леса Заграбы).
- Светлые эльфы — владели шаманством, со временем стали использовать магию людей — волшебство (Леса И’альялы).

## Совпадения с компьютерной игрой
Распространено мнение, что основа сюжета (ловкий вор по имени Гарретт в средневековом фэнтэзи) была позаимоствована автором из серии компьютерных игр «Thief» — первая игра вышла в 1998 году, за 4 года до публикации романа «Крадущийся в тени». Сам писатель это отрицает.

Хроники Сиалы не основаны на игре «THIEF». Это достаточно просто понять, поиграв в игру и сравнив с книгой. Про игру THIEF лично я написал, когда мне сказали, что у твоего вора такое же имя, как у вора в игре, хотя имя я брал исключительно из моего огромного расположения к герою Глена Кука ― детективу Гаррету. В то время для меня это был самый яркий образ.— Алексей Пехов. Официальный сайт
Однако, в последней части книги существует фраза " — Вперед, Пчелка, — сказал я и больше не оборачивался.
	Сентябрь 2002 – март 2003 г.
	Имя главного героя, а также воровская атрибутика происходят из виртуальной реальности мира THIEF. – Автор."
То есть сам автор это написал последней строчкой в данном произведении.
Тем не менее, в сюжете книги и игры есть и другие совпадения. Так, например, в обоих произведениях главный герой спускается в древний подземный некрополь (Храд Спайн и Bonehoard), чтобы принести оттуда магический артефакт — рог (Рог Радуги и Horn of Quintus).

## Награды и премии
2002 — лауреат премии «Меч без имени».

### Номинации
- 2003 — номинация в категории «Книги — Лучшее отечественное фэнтези» Итогов года от журнала «Мир фантастики».
- 2011 - номинация в категории «Лучший дебют» премии Дэвида Геммела[англ.].